# Le Robot sauvage
Pour plus de détails, voir Fiche technique et Distribution.
Le Robot sauvage ou Robot sauvage au Québec (The Wild Robot) est un film d'animation écrit et réalisé par Chris Sanders et sorti en 2024. Le scénario est basé sur le roman du même nom de Peter Brown (en), paru en 2016.
Le film suit le voyage d'un robot — l'unité ROZZUM 7134, « Roz » en abrégé — qui fait naufrage sur une île inhabitée et qui doit apprendre à s'adapter à l'environnement rude, en établissant progressivement des relations avec les animaux de l'île et en devenant la mère adoptive d'un oison orphelin qu'elle nommera Joli-Bec.
Le film est acclamé par la critique mondiale et est un succès au box office,.

## Synopsis
Dans un futur proche, un cargo de l'entreprise Universal Dynamics est détruit par un typhon et fait naufrage sur une île inhabitée. Une famille de loutres explore la cargaison des robots utilitaires ROZZUM et active le seul robot encore intact, l'unité 7134, abrégé en « Roz ». 
Roz erre sur l'île pour tenter de faire de la publicité envers les animaux pour ses services, mais ne parvient qu'à les terrifier et à se blesser. Comprenant que cela résulte notamment d'un problème de communication, elle décide d'apprendre le langage des créatures qui l'entourent, mais les animaux continuent à craindre Roz qu’ils considèrent comme un monstre. À la suite d'une série d'accidents et de péripéties qui l'empêchent d'activer sa balise de retour, Roz écrase malencontreusement un nid d'oie en heurtant un arbre. Seul un œuf en réchappe intact, que le robot récupère sans vraiment savoir quoi en faire. L'œuf éclot au terme d'une course poursuite effrénée entre Roz et un renard malin qui tente de gober le petit survivant, et l'oison s'empresse de s'attacher au robot, qu'il prend pour sa mère. Roz est d'autant plus perdue lorsque l'oison détruit par mégarde sa balise de retour d'un coup de bec. Ce n'est qu'au terme d'une discussion avec Queue-Rose, une mère opossum et ses petits, qu'elle accepte la mission de veiller sur l'oison afin de le préparer à la grande migration de l'hiver. Pour ce faire, elle demande l'expertise d'Escobar, le renard, qui accepte de l'aider lorsqu'il flaire l'opportunité de vivre dans le confort grâce au robot. S'installe alors une routine inhabituelle entre Roz, Escobar et l'oison qui sera bientôt baptisé Joli-Bec.
Quelques mois plus tard et alors que Joli-Bec a bien grandi, Roz tente de lui apprendre à nager, ce qui n'est pas chose aisée au début. Le jeune oie rencontre d'autres spécimens de sa propre espèce, mais ces derniers, peu aimables, ne sont guère impressionnés par son statut d'avorton et ses manières sociales maladroites. Roz intervient pour sauver son protégé d'un brochet affamé, avant que les autres oies ne révèlent à Joli-Bec lorsque celui-ci cherche à la défendre que le robot n'est pas sa véritable mère, étant responsable de la mort de sa famille biologique. Blessé qu'Escobar et Roz lui aient caché la vérité, Joli-Bec les rejette au terme d'une discussion douloureuse où la jeune oie lui déclare qu'elle n'est pas sa mère, troublant le robot. En quête de réponses sur ce qu'elle ressent, Roz retourne à l'épave du cargo l'ayant fait échouer sur l'île et y retrouve les restes d'autres robots ROZZUM. Parvenant à remettre l'un d'entre eux en route brièvement, elle apprend ainsi qu'elle n'est normalement programmée que pour obéir aux humains sans être capable de pouvoir développer des sentiments et de l'attachement et qu'elle est donc défectueuse. Son dernier geste est de lui remettre sa propre balise de retour afin que Roz retourne à l'usine pour y être recalibrée.
Comprenant qu'elle n'est pas à sa place, Roz décide malgré tout de terminer la mission qu'elle s'est donnée et d'aider Joli-Bec à se préparer pour sa grande migration. Sur les conseils d'une oie vieillissante appelée Long-Cou, Escobar et Roz mettent les bouchées doubles pour s'assurer que leur protégé survive au long et périlleux voyage qui l'attend, allant jusqu'à embaucher le faucon Éclair comme professeur de vol, étant tous deux de petit gabarit. Le jour de la migration, Roz et Joli-Bec ne parviennent pas à se dire ce qu'ils ont sur le cœur lors de leurs adieux, persuadés qu'ils ne se reverront pas. Une fois les oies parties et alors que l'île se prépare à l'hiver, Roz allume brièvement sa balise de retour dont le signal est capté par l'entreprise qui l'a construite pendant quelques secondes parce que Roz a finalement choisi de l’éteindre car elle veut être sûre que Joli-Bec ait réussit.
Prises dans une violente tempête de neige, les oies décident de se réfugier temporairement dans une gigantesque serre tenues par des robots ROZZUM, aux abords d'une ville non nommée. Leur présence est néanmoins immédiatement vue comme une infection parasite par les robots qui sonnent l'alerte, provoquant la pagaille générale. La situation empire lorsque d'autres robots, cette fois-ci armés (RECO), interviennent et commencent à tirer à tout-va. Long-Cou, remarquant que Joli-Bec est le seul à ne pas paniquer car habitués à être avec un robot, ordonne à celui-ci de prendre la tête du groupe et de les sortir de là, donnant sa vie pour sauver celle de la jeune oie en se jetant sur la trajectoire d'un tir destiné à Joli-Bec.
Sur l'île, Roz, qui s'est réfugiée dans la cabane construite pour élever Joli-Bec, est tirée de sa stase par Escobar venu se réfugier chez elle face à la violence inouïe de la tempête de neige. Prenant leur courage à bras le corps, les deux compères parcourent toute l'île afin de trouver les survivants et de leur sauver la vie en les ramenant à la cabane chauffée par un feu. Une situation qui n'est pas de tout repos lorsque prédateurs et proies commencent à se battre à cause de l'environnement restreint, mais Escobar parvient à les calmer en leur disant que Roz a risqué sa vie pour les sauver malgré leurs mauvais comportement envers elle et Roz leur explique que même s'ils ont peur, il faut aller au-delà de ce qu'on est. Étant raisonnés et calmés après ce discours, les animaux décident de faire une trêve jusqu'au printemps en jurant de ne jamais se battre durant cette période, juste avant que les batteries du robot ne lâchent.
Roz se réveille avec le retour du printemps, juste à temps pour voir le retour des oies, menées par Joli-Bec qui s'est bien intégré grâce à son héroïsme dans la serre. N'osant pas s'approcher pour lui souhaiter la bienvenue, Roz s'éloigne jusqu'à être acculée par un vaisseau de l'entreprise Universal Dynamics, qui avait bien enregistré son signal de balise au début de l'hiver. Le robot qui l'accueille, VONTRA, se montre intraitable et surtout impitoyable lorsque Roz fait preuve de réticence à venir avec elle afin que ses changements de programmation et ce qu'elle appris soient étudiés. Lorsque Roz finit par fuir afin de retrouver Joli-Bec qui la cherche, Vontra lance un groupe de robots RECO pour la capturer. Mais c'est sans compter sur les animaux qui, reconnaissants de l'aide immense que Roz leur a apporté au cours de l'hiver, s'unissent afin de repousser les envahisseurs, déterminés à garder Roz avec eux. VONTRA active l'autodestruction des RECO afin de distraire les animaux, provoquant un grave incendie dans la forêt, ce qui lui permet ensuite de capturer Roz pour la traîner à bord du vaisseau afin que ses souvenirs et connaissances soient siphonnés.
Joli-Bec, déterminé à sauver sa mère, conduit les autres oies à l'attaque du vaisseau tandis que les autres animaux unissent leurs forces pour éteindre le feu, utilisant notamment un arbre massif coupé par le castor Pagayeur pour détourner le cours de la rivière vers l'incendie pour aider Roz à leur tour. Parvenu à se glisser à bord du vaisseau, Joli-Bec retrouve Roz désactivée et la réveille grâce à l'affection et l'amour qu'il a pour elle et tout ce qu'elle a fait pour lui. Alors qu'ils s'apprêtent tous les deux à quitter le vaisseau endommagé, VONTRA les arrête et s'apprête à les tuer, arguant qu'ils n'ont pas besoin d'être en vie pour être étudiés. Roz utilise l'aimant dont VONTRA s'était servie pour la capturer afin de la détruire, mais celle-ci a le temps de la prévenir que d'autres comme elle seront envoyés pour la ramener. 
Le vaisseau étant en chute libre et Joli-Bec étant blessé à l'aile, Roz glisse l'oie dans sa cavité thoracique pour le protéger du choc et atterrit en toute sécurité sur le sol. Face à la destruction résultant des derniers évènements et même si les animaux déclarent qu'ils résisteront à d'autres attaques, Roz déclare qu'il vaut mieux pour la sécurité de leur île qu'elle se rende à Universal Dynamics pour protéger ses amis animaux. Elle déclare notamment à Joli-Bec désespéré que même s'il y a un risque qu'elle soit désactivée définitivement, le jeune oie a déjà réussi à la redémarrer, de sorte que son essence pourrait encore survivre même si ses souvenirs physiques sont effacés.
L'hiver suivant, les animaux de l’île se rassemblent dans le refuge de Roz où Escobar leur raconte l'histoire du robot sauvage en garantissant à tous qu’elle va revenir. Pendant ce temps, à la serre, Roz apparemment recalibrée et remise aux standards d'usine travaille sur les cultures comme tant d'autres comme elle, révélant néanmoins son côté émotionnel lorsque Joli-Bec parvient enfin à la retrouver, prouvant ainsi qu'elle est toujours elle-même.

## Fiche technique
- Titre original : The Wild Robot
- Titre français : Le Robot sauvage ; Robot sauvage (Québec)
- Réalisation : Chris Sanders
- Scénario : Chris Sanders, d’après le roman Robot sauvage de Peter Brown
- Musique : Kris Bowers
- Montage : Mary Blee
- Production : Jeff Hermann
- Production exclusif : Dean DeBlois
- Société de production : DreamWorks Animation
- Société de distribution : Universal Pictures
- Pays de production :  États-Unis
- Budget : environ 78 millions de dollars américains[4]
- Langue originale : anglais
- Format : couleur — 35 mm - 2,35:1 - son Dolby Digital
- Genre : animation
- Durée : 102 minutes
- Dates de sortie : 
  - États-Unis, Canada : 27 septembre 2024
  - France : 9 octobre 2024
  - Suisse romande : 8 janvier 2025

## Distribution

### Voix originales
- Lupita Nyong'o : Roz
- Pedro Pascal : Fink (Escobar)
- Kit Connor : Brightbill (Joli-Bec)
- Bill Nighy : Longneck (Long-Cou)
- Stephanie Hsu : Vontra (Récup en VQ)
- Matt Berry : Paddler (Pagayeur)
- Ving Rhames : Thunderbolt (Éclair en VF, Coup-de-Tonnerre en VQ)
- Mark Hamill : Thorn (Cactus)
- Catherine O'Hara : Pinktail (Queue-Rose)
- Boone Storm : Brightbill bébé
- Alexandra Novelle : Snowball (Flocon)
- Raphael Alejandro : Peck (Picore)
- Paul-Mikél Williams : Feather (Plume)
- Eddie Park : Honkington (Cancan)

### Voix françaises
- Sara Martins : Roz
- Yannick Choirat : Escobar, le renard
- Kylian Trouillard : Joli-Bec, l'oison
  - Nehanda Ido : Joli-Bec bébé
- Bernard Alane : Long-Cou, l'oie âgée
- Claire Baradat : Vontra
- Yann Guillemot : Pagayeur, le castor
- Rody Benghezala : Éclair, le faucon
- Doudou Masta : Cactus, l'ours
- Corinne Wellong : Queue-Rose, l'opposum
- Emmylou Homs : Flocon
- Baptiste Marc : Picore
- Maxime Baudouin : Plume
- Enzo Ratsito : Cancan
- Zadig Le Labourier, Héloïse Laurent, Mila Pointet, Noé Chabbat, Keyah Ido : des bébés oppossums
- Elia Anoumon : un bébé oppossum, un bébé lapin
- Gabriel De Matos Wellong : un bébé lynx

Version française réalisée par la société de doublage Creative Symphonia, avec des dialogues de Bob Yangasa sous la direction artistique de Jean-Baptiste Anoumon.

### Voix québécoises
- Naadei Lyonnais : Roz
- Frédérik Zacharek : Escobar
- Philippe Vanasse-Paquet : Joli-Bec
- Benoît Brière : Long-Cou
- Ludivine Reding : Récup
- Philippe Martin : Pagayeur
- Fayolle Jean Jr. : Coup-de-Tonnerre
- Jean-François Blanchard : Cactus
- Claudine Chatel : Queue-Rose
- Raphaëlle Desjardins-Arvisais : Joli-Bec bébé

Version québécoise réalisée par la société de doublage Difuze, avec des dialogues de Andréane Girard sous la direction artistique de Valérie Bocher.

## Production

### Développement
Le 28 septembre 2023, DreamWorks Animation annonce une adaptation cinématographique en animation de la série de livres The Wild Robot de Peter Brown (en), avec Chris Sanders comme réalisateur et scénariste. Jeff Hermann produit le film avec le collaborateur créatif de longue date de Sanders, Dean DeBlois, qui officie lui comme producteur exécutif. Le chef décorateur Raymond Zibach, la monteuse Mary Blee et la chef de l'histoire Heidi Jo Gilbert sont également annoncés.
Le 5 mars 2024, avec la sortie de la première bande-annonce du film, Lupita Nyong'o, Pedro Pascal, Catherine O'Hara, Bill Nighy, Kit Connor, Stephanie Hsu, Mark Hamill, Matt Berry et Ving Rhames sont confirmés pour prêter leur voix aux personnages principaux.

### Animation
Le Robot sauvage sera le dernier film entièrement animé en interne chez DreamWorks, comme Cartoon Brew le rapporte en octobre 2023 : le studio abandonnera la production de films sur son campus de Glendale pour s'appuyer davantage sur les studios extérieurs après 2024.

### Musique
Kris Bowers compose la musique du film, pour son premier film d'animation.

## Sortie
Ce film devrait initialement sortir le 20 septembre 2024 aux États-Unis. Cependant, il est finalement repoussé au 27 septembre 2024 pour éviter la concurrence de Transformers : Le Commencement, ainsi que d'autres films comme Beetlejuice Beetlejuice, Speak No Evil ou encore Harold et le Crayon magique[réf. nécessaire].

### Réception
Le film est acclamé par la critique mondiale et est un succès au box office,.
En France, le site Allociné donne une moyenne de 4,5⁄5, d'après l'interprétation de 22 critiques de presse.

### Box-office
| Pays ou région    | Box-office        | Date d'arrêt du box-office | Nombre de semaines |
| ----------------- | ----------------- | -------------------------- | ------------------ |
| États-Unis Canada | 83 737 000 $      | en cours                   | 4                  |
| France            | 1 278 361 entrées | en cours                   | 1                  |
| Total mondial     | 323 024 550 $     | en cours                   |                    |

## Distinctions

### Nominations
- Golden Globes 2025 : 
  - Meilleure musique de film
  - Meilleure chanson originale pour Kiss the Sky (Jordan K. Johnson, Stefan Johnson, Maren Morris, Michael Pollack et Ali Tamposi)
  - Meilleur film d'animation
  - Meilleure performance au box-office
- Oscars 2025 :
  - Meilleur son
  - Meilleure musique de film
  - Meilleur film d'animation